# 加茂郡 (愛知縣)
加茂郡為過去位於日本愛知縣北部的郡，在19世紀末前屬於三河國，已於1878年被拆分為東加茂郡和西加茂郡。
過去在19世紀末時的轄區包括現在的豐田市大部分區域及三好市的全部地區。

## 歷史
在令制國時屬於三河國，位於三河國的西北部，「加茂」之名被認為可能過去曾是京都賀茂神社或是豪族大鴨積命的領地，因而採用了發音相同的漢字作為名稱。
在加茂郡以東包括現在的設樂町和豐根村的北部區域，以及再往北至長野縣的根羽村，也曾屬於加茂郡，直到16世紀武田信玄攻入三河國後，將佔領到的加茂郡土地改劃入設樂郡和信濃國伊那郡。
17世紀江戶時代後，加茂郡內的土地分屬於尾張藩、三河吉田藩、大給藩、舉母藩、西尾藩、大多喜藩、西大平藩，也有部分區為幕府直屬領或是旗本領；19世紀末明治維新實施廢藩置縣後，原屬幕府、旗本及大多喜藩的領地先被劃屬三河裁判所，後又改設為三河縣，但之後又隨著三河縣的廢除被拆分給重原藩、伊那縣和靜岡藩。而其他原屬各藩的區域則分別改隸屬豐橋縣、舉母縣、名古屋縣、西尾縣、西大平縣、靜岡縣、重原縣，直到1871年的第一次府縣整併後，整個加茂郡與過去原屬三河國的區域一同整併至新設立的額田縣，但在1972年又隨著額田縣被併入愛知縣。
1878年愛知縣實施郡區町村編製法時，將加茂郡拆分為以東加茂郡和西加茂郡。